# 후옌찌
후옌찌(Huyền Chi, 1984년 4월 29일 ~ )는 베트남의 성우이다. 카드캡터 사쿠라 베트남판의 키노모토 사쿠라, 명탐정 코난 베트남판의 모리 란 역할로 유명하다. 또한 디즈니 애니메이션 겨울왕국에서 사용된 노래 Let It Go의 베트남어 버전의 가사를 작사했다.